# Scandza AS
Scandza AS er en norsk fødevarevirksomhed, der producerer og markedsfører en række forskellige fødevarer. Scandza AS blev etableret af Jan Bodd og Stig Sunde i 2007. Det første selskab Scandza købte var Sørlandschips.

## Mærker
Scandza AS ejer følgende mærker:
- Sørlandschips
- Synnøve Finden
- Leiv Vidar
- Finsbråten
- Royal Biscuit
- Bröderna & Deli
- Bodylab
- Peppes Hjemmesnekra
- Karen Volf
- Bisca
- Backstube[3]